# Słupianie
Słupianie (łac. Selpoli) – średniowieczne plemię słowiańskie zamieszkujące tereny na północny wschód od Łużyczan.
Trzykrotnie wymieniane przez Thietmara (pod rokiem 963, 990 i 1008).